# Национални олимпијски комитети Океаније
Национални олимпијски комитети Океаније (енгл. Oceania National Olympic Committees, ONOC), међународна је олимпијска организација која тренутно броји 17 националних олимпијских комитета и 8 придружени чланова у Океанији. Тренутни председник је Робин Е. Мичел. 

## Чланови
У следећој табели су представљени чланови Националних олимпијских комитета Океаније заједно с годинама оснивања њиховог комитета и МОК-овог признања истог.
| Држава/Регија              | Кôд | Национални олимпијски комитет (НОК)                           | Национални олимпијски комитет (НОК) | Национални олимпијски комитет (НОК) | Реф.   |
| Држава/Регија              | Кôд | Име НОК-а                                                     | Основан                             | Признање МОК-а                      | Реф.   |
| -------------------------- | --- | ------------------------------------------------------------- | ----------------------------------- | ----------------------------------- | ------ |
| Америчка Самоа             | ASA | Национални олимпијски комитет Америчке Самое                  | 1987.                               | 1987.                               | [ 1 ]  |
| Аустралија                 | AUS | Олимпијски комитет Аустралије                                 | 1895.                               | 1895.                               | [ 2 ]  |
| Кукова Острва              | COK | Спортски и национални олимпијски комитет Кукових Острва       | 1986.                               | 1986.                               | [ 3 ]  |
| Савезне Државе Микронезије | FSM | Национални олимпијски комитет Савезних Држава Микронезије     | 1995.                               | 1997.                               | [ 4 ]  |
| Фиџи                       | FIJ | Асоцијација спортова и национални олимпијски комитет Фиџија   | 1949.                               | 1955.                               | [ 5 ]  |
| Гвам                       | GUM | Национални олимпијски комитет Гвама                           | 1976.                               | 1986.                               | [ 6 ]  |
| Кирибати                   | KIR | Национални олимпијски комитет Кирибата                        | 2002.                               | 2003.                               | [ 7 ]  |
| Маршалска Острва           | MHL | Национални олимпијски комитет Маршалских Острва               | 2001.                               | 2006.                               | [ 8 ]  |
| Науру                      | NRU | Олимпијски комитет Науруа                                     | 1991.                               | 1994.                               | [ 9 ]  |
| Нови Зеланд                | NZL | Олимпијски комитет Новог Зеланда                              | 1911.                               | 1919.                               | [ 10 ] |
| Палау                      | PLW | Национални олимпијски комитет Палауа                          | 1997.                               | 1999.                               | [ 11 ] |
| Папуа Нова Гвинеја         | PNG | Олимпијски комитет Папуа Нове Гвинеје                         | 1973.                               | 1974.                               | [ 12 ] |
| Самоа                      | SAM | Асоцијација спортова и национални олимпијски комитет Самое    | 1983.                               | 1983.                               | [ 13 ] |
| Соломонова Острва          | SOL | Национални олимпијски комитет Соломонових Острва              | 1983.                               | 1983.                               | [ 14 ] |
| Тонга                      | TGA | Спортска асоцијација и национални олимпијски комитет Тонге    | 1963.                               | 1984.                               | [ 15 ] |
| Тувалу                     | TUV | Асоцијација спортова и национални олимпијски комитет Тувалуа  | 2004.                               | 2007.                               | [ 16 ] |
| Вануату                    | VAN | Асоцијација спортова и национални олимпијски комитет Вануатуа | 1987.                               | 1987.                               | [ 17 ] |

### Придружени чланови
У табели је представљено 7 придружених чланова. Некад се рачуна и Спортски савез Острва Питкерн.
| Држава/Регија             | Национални олимпијски комитет (НОК)                               |
| ------------------------- | ----------------------------------------------------------------- |
| Валис и Футуна            | Територијални и спортски олимпијски комитет острва Валис и Футуна |
| Острво Норфок             | Аматерско спортска и игара Комонвелта асоцијација Острва Норфок   |
| Нијуе                     | Спортска асоцијација острва Нијуе                                 |
| Нова Каледонија           | Територијални и спортски олимпијски комитет Нове Каледоније       |
| Северна Маријанска Острва | Аматерско спортска асоцијација Северних Маријана                  |
| Токелау                   | Спортски савез Токелауа                                           |
| Француска Полинезија      | Олимпијски комитет Француске Полинезије                           |